# 바니 쳉

바니 쳉(영어: Barney Cheng, 1971년 2월 1일 ~ )은 미국의 배우이다. 

## 영화
- 미션 임파서블 3 (2006년)
- 와사비 투너(영어판) (2003년)
- 헐리우드 엔딩 (2002년)
- 프리퀀시 (2000년)